# Плажът
„Плажът“ (на английски: The Beach) е американско-британски игрален филм (приключенска драма от 2000 година на режисьора Дани Бойл, по сценарий на Джон Ходж, базиран по негова книга на Алекс Гарланд през 1995 г. В главната роля участва Леонардо ди Каприо в ролята на Ричард, американски пътник. Филмът е заснет в Тайландския остров Пхи Пхи през 1999 г. Излиза на екран от 11 февруари 2000 г.

## В България
Филмът е излъчен на 27 март 2005 г. по bTV с оригинално аудио на английски език със субтитри на български с редакция на Георги Доков.
На 17 ноември 2015 г. се излъчва с български дублаж на Медиа Линк по bTV Cinema. Екипът се състои от:
| Преводач            | Яна Янева                                                            |
| Тонрежисьор         | Емил Енев                                                            |
| Режисьор на дублажа | Милена Манчева                                                       |
| Озвучаващи артисти  | Мими Йорданова Милена Живкова Даниел Цочев Христо Узунов Илиян Пенев |